# Vereinigte acht Staaten

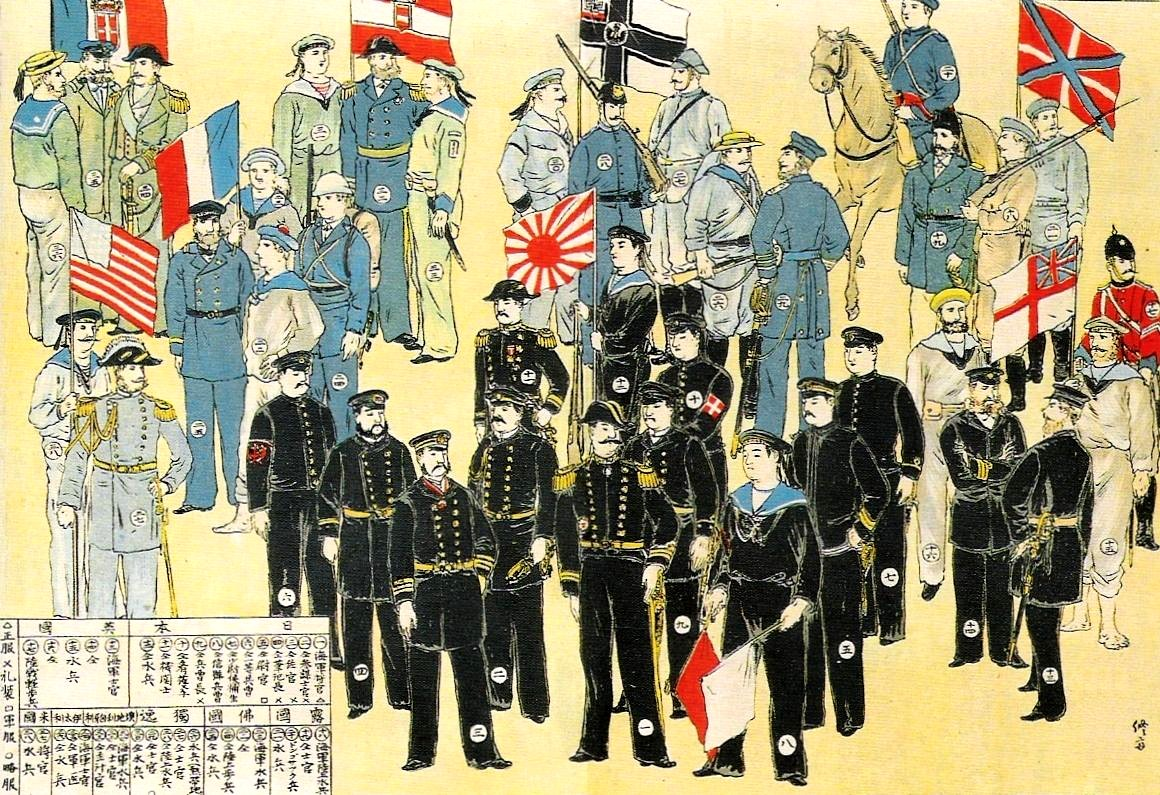
Militärmächte während des Boxeraufstandes mit ihren Kriegsflaggen.
Von links nach rechts: Italien, USA, Frankreich, Österreich-Ungarn, Japan, Deutsches Reich, Vereinigtes Königreich, Russisches Reich.
Japanische Zeichnung um 1900

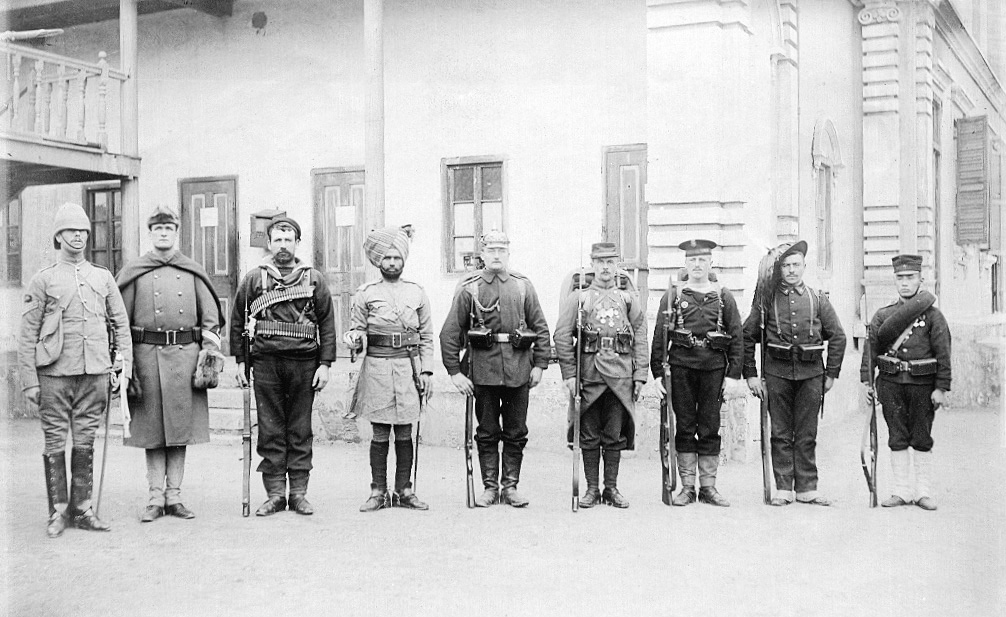
Foto von Soldaten der Vereinigten acht Staaten, 1900.
Von links nach rechts: Vereinigtes Königreich, USA, Britisch-Australien, Britisch-Indien, Deutsches Reich, Frankreich, Österreich-Ungarn, Italien, Japan

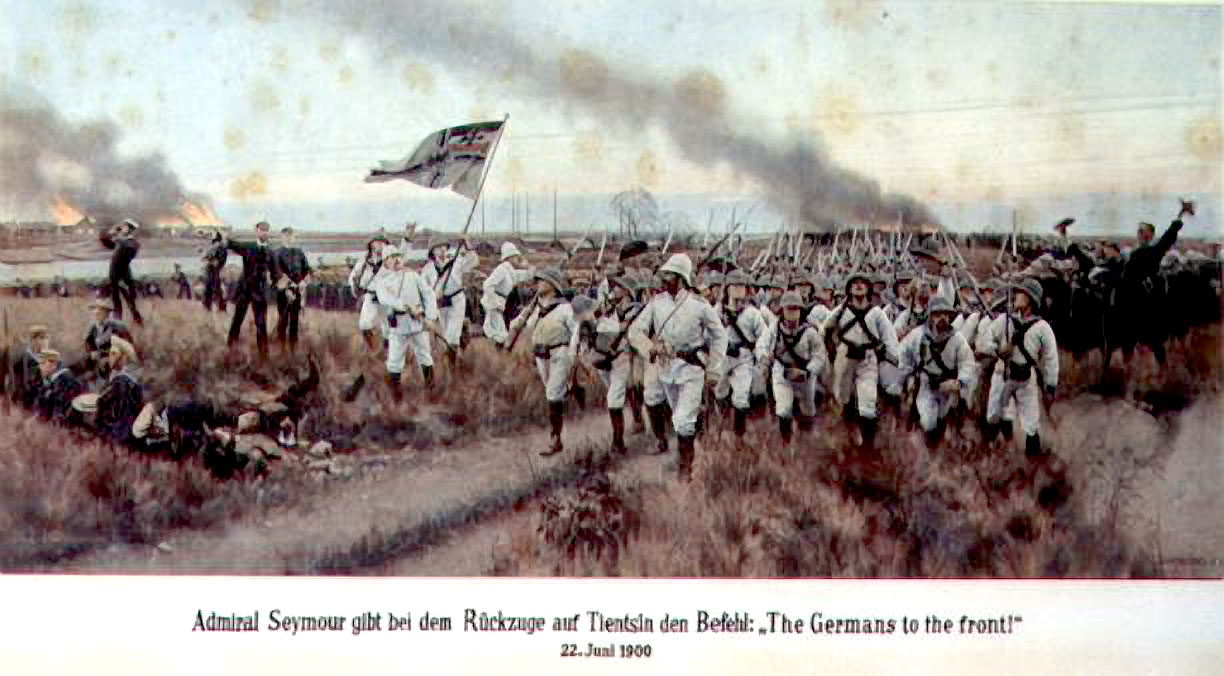
Admiral Seymour gibt bei dem Rückzuge auf Tientsin den Befehl: „The Germans to the Front!“ 22. Juni 1900

Die Vereinigten acht Staaten (chinesisch 八國聯軍 / 八国联军, Pinyin bāgúo liánjūn) waren eine Allianz aus den Staaten Italien, USA, Frankreich, Österreich-Ungarn, Japan, Deutsches Reich, Vereinigtes Königreich und Russland, die im Frühjahr und Sommer 1900 einen Krieg gegen das Chinesische Kaiserreich führten.
In Reaktion auf die Attacken der Boxerbewegung gegen Ausländer und chinesische Christen marschierte am 10. Juni 1900 ein 2066 Mann starkes internationales Expeditionskorps unter dem Befehl des britischen Admirals Sir Edward Hobart Seymour in Tianjin/Tientsin ein, um die Gesandtschaften in Peking zu schützen. Am 26. Juni musste sich Seymour geschlagen geben und zog sich nach Tianjin zurück, mit dem vielzitierten Befehl an Deutsche: „The Germans to the Front!“
In der Folge stellten sechs europäische Staaten sowie die USA und Japan ein Expeditionskorps für eine Intervention in China zusammen. Sie schlugen den Boxeraufstand 1900 in China nieder, nicht zuletzt um eigene Wirtschaftsinteressen und Handelsstützpunkte zu sichern. Weder China noch die ausländischen Verbündeten gaben eine formelle Kriegserklärung ab. Es gab keinen Vertrag oder ein formelles Abkommen, das die Allianz zusammenhielt. Nach dem Erfolg der Invasion entwickelte sich die spätere Phase zu einer Strafexpedition.
Nach der Auseinandersetzung wurde die chinesische Regierung dazu gezwungen, das Boxerprotokoll zu unterzeichnen, das sie zu weitgehenden Zugeständnissen gegenüber den Kolonialmächten zwang.
Die nachfolgende Tabelle gibt eine Übersicht über die eingesetzten Truppen und Marineeinheiten der Vereinigten acht Staaten. Japan stellte mit 20.840 Mann das größte Truppenkontingent und 18 Kriegsschiffe. Die nächstgrößten Truppensteller waren Russland und das Vereinigte Königreich.  Großbritannien stellte 10.000 Soldaten zur Verfügung, von denen viele indische Truppen waren, die sich aus Einheiten von Belutschen, Sikhs, Gurkhas, Rajputen und Punjabis zusammensetzten. Auch die australischen Kolonien unterstützten das britische Kontingent.
Die meisten der entsandten deutschen Truppen, Verschiffung mit „Hunnenrede“ von Kaiser Wilhelm II. am 27. Juli 1900, trafen zu spät ein, um noch an den großen Aktionen teilnehmen zu können.
| Eingesetzte Truppen und Marineeinheiten | Eingesetzte Truppen und Marineeinheiten | Eingesetzte Truppen und Marineeinheiten | Eingesetzte Truppen und Marineeinheiten | Eingesetzte Truppen und Marineeinheiten |
| Land                                    | Schiffe (Einheiten)                     | Marine- infanterie                      | Landstreit- kräfte                      |                                         |
| --------------------------------------- | --------------------------------------- | --------------------------------------- | --------------------------------------- | --------------------------------------- |
| Japan                                   | 18                                      | 540                                     | 20.300                                  |                                         |
| Russland                                | 10                                      | 750                                     | 12.400                                  |                                         |
| Vereinigtes Königreich                  | 8                                       | 2.020                                   | 10.000                                  |                                         |
| Frankreich                              | 5                                       | 390                                     | 3.130                                   |                                         |
| USA                                     | 2                                       | 295                                     | 3.125                                   |                                         |
| Deutsches Reich                         | 5                                       | 600                                     | 300                                     |                                         |
| Italien                                 | 2                                       | 80                                      | 2.500                                   |                                         |
| Österreich-Ungarn                       | 4                                       | 296                                     | nicht bekannt                           |                                         |
| Gesamt                                  | 54                                      | 4.971                                   | mind. 51.755                            |                                         |